# Шульц фон Ашераден
Шульц фон Ашераден — дворянский и баронский род.

## История
Первоначально чешский дворянский род «фон Шульце» жил недалеко от Праги. Вспышка религиозных споров заставила Шульцов бежать сначала в Польшу, а затем в Ливонию. Первым, известным по документам с 1589 года представителем рода, был Герман Шульц, также известный как Шультесс. Он был на службе у короля Швеции Юхана III, стал шведским полковником в 1601 году и командиром крепости Коккенгузен во время польско-шведской войны 1601 года; погиб в битве при Кирхгольме в 1605 году. В знак признания его заслуг его сын полковник артиллерии Симон Шульц (ок. 1588—1633), был пожалован замком Ашераден, возведён в 1630 году в дворянство шведским королём Густавом-Адольфом; в 1633 году погиб в сражении Тридцатилетней войны под Пфаффенхофеном в Баварии. Его сын Мартин Шульц (1617—1682) (нем.), дослужился до шведского генерал-лейтенанта, был окружным администратором и генерал-губернатором Скании, а также губернатором в Нарве; был принят в баронское дворянство грамотой от 18 апреля 1674 года с титулом «фон Ашераден» — с этого времени род именовался Шульц фон Ашераден. Его старший сын, полковник Карл Фридрих Шульц (1656—1728), унаследовал поместья Айзкраукле и Скриверу и стал ландратом в шведской Ливонии, а младший сын, генерал-лейтенант Мартин Симон Шульц (1660—1730) стал губернатором Висмара и Штральзунда. В 1742 году род был записан в Ливляндское рыцарство, а в 1839 году в внесен в матрикул эстляндского дворянства. В 1854 году был Высочайше утверждён в российском дворянстве в баронском достоинстве.
Внуки Мнртина Симона: Карл-Фридрих Шульц-фон-Ашераден (1720—1782) был лифляндским ландратом; барон Вильгельм Васильевич (1740—1792) — генерал-поручик (1790), командир Владимирского драгунского полка (1779); Выборгский комендант (с 1791 года).

## Описание герба
по Долгорукову
Щит расчетверён на чернь и золото; в 1-й и 4-й частях лев, во 2-й и 3-й частях белый волк, из каждого бока коего выходит по одной обнаженной руке, держащей серебряный меч с золотою рукояткою. Посреди герба щиток с гербом, пожалованным фамилии Шульц-фон-Ашераден при выдаче ей грамоты на дворянское достоинство: в серебряном поле дикарь в фартуке, с длинною бородою и волосами, с вытянутыми руками, и в каждой руке имеет цветок.
На всем гербе баронская корона, в по бокам её два шлема с баронскими же коронами. На левом шлеме павлиний хвост, справа налево пронзенный мечом, и над хвостом красный шар; на правом шлеме восемь штандартов, попеременно золотых и голубых, обложенных золотою бахромою, с золотыми кистями, и между ними дикарь в фартуке, со шлемом на голове, держит знаменное древко, без знамени. Намет справа чёрный, подложенный золотом, слева голубой, подложенный серебром.